# Гилья, Оскар (гитарист)
Оскар Гилья (итал. Oscar Ghiglia; 13 августа 1938, Ливорно, Тоскана, Италия — 3 марта 2024, Салоники, Греция) — итальянский гитарист, исполнявший академическую музыку. Внук художника Оскара Гильи, сын художника Валентино Гильи (1903—1960).
В детстве Гилья намеревался стать художником, как отец и дед. Но, как утверждается, однажды отец дал ему в руки гитару, чтобы мальчик с инструментом в руках позировал ему для портрета, — и юный Оскар захотел играть на этом инструменте. Гилья окончил Консерваторию Санта-Чечилия в Риме (1962), а одновременно на протяжении пяти лет (1958—1963) занимался под руководством Андреса Сеговии — в Академии Киджи и в собственной школе Сеговии в Сантьяго-де-Компостела. Он также брал уроки у Алирио Диаса. В 1963 г. Гилья выиграл конкурс гитаристов в Сантьяго-де-Компостела и конкурс Радио и телевидения Франции в Париже, благодаря второй из этих побед получив грант на годичный курс теории музыки в Schola cantorum у Жака Шайи.
В 1964—1965 годах Гилья совершил первое значительное концертное турне — по США и Японии, а также был ассистентом в классе Сеговии в Калифорнийском университете в Беркли. В дальнейшем он также много преподавал, «унаследовав», в частности, в 1976 году класс Сеговии в Академии Киджи, а в 1983—2004 годах занимая должность профессора гитары в Базельской академии музыки. Он также учредил конкурс гитаристов в Гарньяно.
Среди музыкантов, с которыми Гилья в разное время выступал в ансамбле, — флейтисты Жан Пьер Рампаль и Джулиус Бейкер, скрипачи Франко Гулли, Сальваторе Аккардо и Режис Паскье, певцы Виктория де Лос Анхелес и Джон Макколлум, Кливлендский квартет. Записи Гильи включают отдельные сочинения испанских (Хоакин Турина, Федерико Момпоу, Мануэль Понсе, Мануэль де Фалья), французских (Альбер Руссель, Франсис Пуленк, Морис Оана), итальянских (Кастельнуово-Тедеско) композиторов, а также музыку эпохи барокко (Иоганн Себастьян Бах, Доменико Скарлатти, Жан Филипп Рамо и др.).
Умер утром 3 марта 2024 года после болезни в возрасте 85 лет.